# ديفيد سوشيه
ديفيد سوشيه (بالإنجليزية David Suchet) هو ممثل وُلد في 2 مايو 1946 في لندن انكلترا برع في أداء شخصية التحري هيركيول بوارو ملامح الممثل جعلته يبرع في أداء الشخصيات من خلفيات عرقية مختلفة، مثلًا نراه في دور شرق أوسطي أو روسي أو تركي أو فرنسي.
حقيقةٌ طريفة عن الممثل، أنه قام بلعب دور شخصية رئيس المفتشين جاب في فيلم مُنتَج في عام 1985 بعنوان «ثلاثة عشر في العشاء» قبل أن يتم اختياره للعب دور «هيركيول بوارو» عند إنتاج مسلسل أجاثا كريستي بوارو وثمة دور آخر أداه لشخصية معروفة هو تأديته لدور «نابليون بونابرت» في فيلم «تخريب» في عام 2000

## روابط خارجية
- ديفيد سوشيه على موقع IMDb (الإنجليزية)
- ديفيد سوشيه على موقع الموسوعة البريطانية (الإنجليزية)
- ديفيد سوشيه على موقع روتن توميتوز (الإنجليزية)
- ديفيد سوشيه على موقع ألو سيني (الفرنسية)
- ديفيد سوشيه على موقع ميوزك برينز (الإنجليزية)
- ديفيد سوشيه على موقع أول موفي (الإنجليزية)
- ديفيد سوشيه على موقع قاعدة بيانات برودواي على الإنترنت (الإنجليزية)
- ديفيد سوشيه على موقع قاعدة بيانات الأفلام السويدية (السويدية)
- ديفيد سوشيه على موقع إن إن دي بي (الإنجليزية)
- ديفيد سوشيه على موقع قاعدة بيانات الفيلم (الإنجليزية)